# Alexis Tsipras
Alexis Tsipras (řecky Αλέξης Τσίπρας, přepisováno taktéž jako Alexis Cipras, * 28. července 1974) je řecký politik a v letech 2015–2019 předseda řecké vlády. Od července 2013 je předsedou Koalice radikální levice (SYRIZA). V minulosti také vedl Koalici levicových a ekologických hnutí (Synaspismos).
V roce 2014 byl kandidátem Strany evropské levice na funkci předsedy Evropské komise. V předčasných volbách do Parlamentu Řecka v lednu 2015 dovedl Koalici radikální levice k vítězství (36,34 % hlasů), hlavně proto, že sliboval, že požadavky věřitelů odmítne. Následujícího dne, 26. ledna, byl jmenován řeckým premiérem. Po vyjednání nového záchranného programu podal i se svou vládou dne 20. srpna 2015 demisi.
V předčasných volbách roku 2015 s malou ztrátou opět zvítězil a protože kvůli obrovskému státnímu dluhu hrozil státní bankrot, musel po velmi tvrdých jednáních přistoupit na celkem 13 úsporných balíčků (zvyšování daní, redukce penzí a platů, zvýšení penzijního věku, propuštění tisíců státních zaměstnanců atd.), které vyvolaly vlnu protestů a stávek. Vládní koalice se rozpadla a i řada vlastních poslanců mu odmítla poslušnost, takže podal demisi. V předčasných volbách 7. července 2019 ho porazila populistická středopravá Nová demokracie s téměř 40 % hlasů a s absolutní většinou 158/300 křesel. Tsiprasova strana ztratila 59 křesel a s 86 poslanci vede opozici.

## Biografie
Narodil se 28. července 1974 v Aténách. Studoval projektování na Národní technické univerzitě v Aténách. Vystudoval v roce 2000, poté pracoval jako projektant ve stavebnictví.
Roku 1987 potkal na střední škole svou současnou partnerku Peristeru Batziana, která s ním později navštěvovala organizaci Řecké komunistické mládeže.
Od mládí byl politicky aktivní. Na konci osmdesátých let 20. století vstoupil do Řecké komunistické mládeže. Již od střední školy se stavěl do čela lidových hnutí při demonstracích proti vládám. Na univerzitě se stal členem Studentské unie a byl zvolen do univerzitního senátu. Mezi lety 1995–1997 byl zvoleným členem rady Řecké národní studentské unie.

## Politická kariéra
V letech 1999 až 2003 byl předsedou mládežnické organizace strany Synaspismos zvané Neolaia SYN. Ačkoliv je znám jako levicový radikál, při předsednictví zastával centristické tendence. V roce 2004 byl na 4. kongresu strany SYN zvolen do stranického výboru i sekretariátu, kde se staral o vzdělávací a mládežnické zájmy.
Mezitím v roce 2001 přijala řecká vláda euro a během 7 let se HDP na obyvatele zdvojnásobil, zejména díky konjunktuře v turistickém průmyslu. Vláda podnikala nákladné investice na dluh, například kolem Letních OH v Athénách 2004, a ve zprávách o státním rozpočtu uváděla příznivější údaje, než byly ve skutečnosti. Od roku 2008, kdy začínala dluhová krize, řecký HDP stagnoval a státní dluh se pohyboval mezi 250 a 320 miliardami EUR, téměř 180 % HDP a kolem 30 tisíc EUR na osobu..
V roce 2006 Tsipras kandidoval do městského zastupitelstva Atén. V těchto volbách koalice SYRIZA získala 10,6% a zajistila mu funkci zastupitele.
Během pátého stranického kongresu byl ve svých třicetitřech letech zvolen předsedou, čímž se stal nejmladším předsedou parlamentní politické strany v řeckých dějinách.
Roku 2009 byl zvolen do parlamentu, kdy kandidoval v athénském volebním obvodu A. Sekretariátem koalice SYRIZA byl také zvolen lídrem jejich parlamentního poslaneckého klubu.
V roce 2012 vedl stranu SYRIZA do parlamentních voleb, ve kterých skončili druzí se ziskem 26,9 % hlasů (1 655 022 hlasů). Tsipras tím převzal oficiální funkci lídra řecké opozice. Roku 2013 byl zvolen kandidátem Strany evropské levice na funkci předsedy Evropské komise pro evropské volby roku 2014. V červenci roku 2013 došlo k rozpuštění strany Koalice levicových a ekologických hnutí (Synaspismós, SYN) a její transformaci do nové strany Koalice radikální levice (SYRIZA), která jako koalice fungovala již od roku 2004. Tsipras byl po jejím formálním ustavení v červenci 2014 zvolen jejím předsedou.
V předčasných volbách v lednu 2015 dovedl Koalici radikální levice k vítězství (36,34 % hlasů), tím strana získala 149 mandátů ve 300členném Parlamentu. Tsipras vedl okamžitá povolební vyjednávání a dne 26. ledna 2015 oznámil dohodu se stranou Nezávislí Řekové (ANEL). Následujícího dne, 26. ledna, byl Tsipras prezidentem jmenován řeckým premiérem, a tím byl pověřen sestavením vlády. Během jmenování premiérem pronesl pouze civilní část slavnostní formule, náboženskou část vynechal, jako vůbec první řecký premiér.
Zásadním problémem, který jeho vláda řešila, byla dluhová krize v Řecku, v jejímž důsledku zemi hrozil odchod z eurozóny, tzv. Grexit. Mezi lednem a červnem 2015 vedl několik kol jednání mezi řeckou vládou a mezinárodními věřiteli. Všechna byla neúspěšná. Na konci června 2015 vypsal referendum o záchranném programu, jehož datum bylo stanoveno na 5. července. Nezaplacením červnové splátky věřitelům se Řecko ocitlo od července v platební neschopnosti. Ihned 1. července byl zveřejněn dopis adresovaný věřitelům, ve kterém Tsipras přislíbil přijmout většinu požadavků věřitelů.
Po vyjednání nového záchranného programu podal i se svou vládou dne 20. srpna 2015 demisi. Prezident Prokopis Pavlopoulos ji téhož dne přijal. Tsipras tím otevřel cestu k již druhým předčasným volbám v roce 2015. V zářijových volbách i přes nejnižší volební účast za třicet let (56,5 %) opět jasně zvítězila Syriza se 145 mandáty. Tsipras byl znovu jmenován premiérem a pověřen sestavit vládu. Do koalice znovu vybral Nezávislé Řeky.
V následujících letech vedl velmi tvrdá jednání s Měnovým fondem, Evropskou centrální bankou a Evropskou komisí a jako nátlakový prostředek použil i návštěvu u presidentů Putina a Trumpa. Podmínky předběžné dohody s "trojkou" věřitelů předložil k referendu a voličům doporučoval, aby je odmítli. To se s 61 % hlasů skutečně stalo, nicméně zemi hrozil státní bankrot a Tsipras přistoupil na podmínky ještě tvrdší, než které odmítlo referendum. Úsporná opatření, jimiž věřitelé podmínili další půjčky, zahrnovala posun penzijního věku na 67 let, zvýšení daní (DPH 23 %) a zavedení nových, omezení platů ve státním sektoru, privatizaci dvou třetin státních podniků, snížení penzí o 10 až 30 %, rozpočtových výdajů na armádu a zdravotnictví atd. Pokud stát nesplní rozpočtové cíle, bude snižovat platy svých zaměstnanců. Vláda nařídila několikatýdenní zavření bank a radikální omezení výběrů peněz. Během protestů a násilností bylo zabito několik lidí.
V roce 2019 se Tsiprasova koalice rozpadla, řada poslanců jeho strany odmítla poslušnost a byla ze strany vyloučena, takže musel podat demisi. V předčasných volbách 2019 zvítězila středopravá populistická strana "Nová demokracie" s téměř 40 % hlasů a nadpoloviční většinou poslanců (158/300), takže Tsipras s 86 poslanci se stal vůdcem opozice.